# Broome megye
Broome megye az Amerikai Egyesült Államokban, azon belül New York államban található. Megyeszékhelye és legnagyobb városa Binghamton. Lakosainak száma 198 683 fő (2020. április 1.). Broome megye Wayne, Chenango, Delaware, Susquehanna, Tioga és Cortland megyékkel határos.

## Népesség
A megye népességének változása:
| Lakosok száma | 200 419 | 199 245 | 198 359 | 197 534 | 196 567 | 198 683 |
|               | 2010    | 2011    | 2012    | 2013    | 2015    | 2020    |